# Tango et Cash
Pour les articles homonymes, voir Tango et Cash.
Pour plus de détails, voir Fiche technique et Distribution.
Tango et Cash ou Duo de choc au Québec (Tango & Cash) est un film américain réalisé par Andreï Kontchalovski et Albert Magnoli et sorti en 1989.

## Synopsis
Raymond « Ray » Tango et Gabriel « Gabe » Cash sont deux lieutenants du Los Angeles Police Department. Ils ont deux styles radicalement différents : le premier vient du Westside et est toujours impeccablement habillé, le second vient du Eastside et a un style beaucoup plus négligé, mais tous deux se disputent le titre de « meilleur flic de Los Angeles ». Ils sont affectés à la division des stupéfiants et vont rapidement être félicités pour de nombreuses saisies de drogue aussi réussies qu'audacieuses dans le Grand Los Angeles. Même s'ils ne se sont jamais rencontrés, les deux superflics vont commencer à fortement déranger la même organisation criminelle dirigée par Yves Perret, baron de la drogue et du trafic d'armes. Frustré, ce dernier se jure de leur nuire mais il ne veut pas les tuer et en faire des martyrs. Au lieu de cela, il élabore un plan pour ruiner leur vie : les accuser de meurtre.
Ils sont victimes d'un complot monté par Perret. Celui-ci se débrouille pour les faire enfermer ensemble dans la plus dangereuse prison de  l'État de Californie remplie des pires brutes qu'ils ont eux-mêmes arrêtées. Tango le cérébral et Cash l'instinctif doivent oublier leurs rivalités afin de laver leur honneur, ils doivent s'évader de prison, prouver leur innocence et mettre hors d'état de nuire le trafiquant et son organisation criminelle.

## Fiche technique
- Titre original : Tango & Cash
- Titre français : Tango et Cash
- Titre québécois : Duo de choc
- Réalisation : Andreï Kontchalovski et Albert Magnoli (non crédité)
- Scénario : Randy Feldman
- Musique : Harold Faltermeyer
- Direction artistique : David F. Klassen et Richard Berger
- Décors : J. Michael Riva
- Costumes : Bernie Pollack
- Photographie : Donald E. Thorin
- Montage : Robert A. Ferretti, Hubert C. de la Bouillerie (de) et Stuart Baird (non crédité)
- Production : Jon Avnet, Peter Guber et Jon Peters

Producteur déléguée : Peter MacDonald
- Sociétés de production : Guber-Peters Company et Warner Bros.
- Société de distribution : Warner Bros.
- Pays de production :  États-Unis
- Langue originale : anglais
- Budget : 54 millions de dollars[1]
- Format : couleurs — 35 mm — 2,35:1 (CinemaScope) — Son Dolby
- Genre : comédie policière, action, buddy movie
- Durée : 104 minutes[2]
- Dates de sortie :
  - États-Unis : 22 décembre 1989
  - France : 28 mars 1990

## Distribution
- Sylvester Stallone (VF : Richard Darbois et VQ : Dominique Briand) : le lieutenant Raymond « Ray » Tango
- Kurt Russell (VF : Emmanuel Jacomy et VQ : Jean-Luc Montminy) : le lieutenant Gabriel « Gabe » Cash
- Teri Hatcher (VF : Michèle Buzynski et VQ : Violette Chauveau) : Katherine « Kiki » Tango
- Jack Palance (VF : Jean-Claude Michel et VQ : Albert Millaire) : Yves Perret, trafiquant de drogue et d'armes
- Brion James (VF : Jean-Claude Sachot) : Courier / Andre Requin
- Geoffrey Lewis (VF: Jean-Pierre Moulin) : le capitaine Shroeder (non crédité)
- Edward Bunker (VF : Claude Joseph et VQ : Benoit Marleau) : le capitaine Holmes
- Michael J. Pollard (VF : Jean-Pierre Leroux et VQ : Marc Bellier) : Owen, ingénieur en robotique
- Lewis Arquette (VF : Marc Cassot et VQ : Jean-Marie Moncelet) : l'agent fédéral Howard Wyler
- James Hong (VF : Jean-Claude Robbe) : Quant
- Marc Alaimo (VF : Daniel Gall) : Lopez
- Michael Jeter (VF : Philippe Peythieu) : Skinner
- Phil Rubenstein (en) (VF : Jacques Ferrière) : le directeur adjoint Warden Matt Sokowski
- Roy Brocksmith : l'agent fédéral Gerard Davis
- Clint Howard (VF : Gilbert Lévy) : Slinky
- Robert Z'dar (VF : Jean-Paul Richepin) : Face (« Conan » en VF)
- David Byrd (VF : Jean Michaud) : le juge McCormick
- Richard Fancy (en) (VF : Pierre Hatet) : Nolan
- Bing Russell : le conducteur du minivan
- Saveli Kramarov : le propriétaire de la voiture

## Production

### Genèse et développement
Le projet démarre initialement sous le titre The Set Up. Le script est écrit par Randy Feldman d'après une idée des producteurs Jon Peters et Peter Guber,. En mars 1989, Andrei Konchalovsky est engagé comme réalisateur.

### Attribution des rôles
Sylvester Stallone et Patrick Swayze sont choisis pour incarner les rôles principaux. Patrick Swayze ne sera pas retenu par la production, car il demandait selon eux un salaire trop élevé, et il sera finalement remplacé par Kurt Russell.
Le rôle de Katherine est d'abord confié à Daphne Ashbrook. Cependant, elle sera remplacée par Teri Hatcher, par ailleurs son premier rôle au cinéma, la seconde actrice étant jugée plus proche physiquement du personnage de Tango.
Jack Palance est choisi pour interpréter Yves Perret, le méchant principal. L'acteur accepte à contrecœur, jugeant que les vedettes de films d'action des années 1980 sont plus arrogantes que celles d'autrefois. Une opinion qui lui causera une mésentente avec Sylvester Stallone.

### Tournage
Le tournage a lieu en Californie (Los Angeles, Irwindale) et dans l'Ohio (Mansfield).
Le tournage a été mouvementé. Non seulement le script n'est pas finalisé, mais Sylvester Stallone fait renvoyer le directeur de la photographie Barry Sonnenfeld. Donald E. Thorin, qui venait de tourner Haute Sécurité avec l'acteur, est choisi pour le remplacer. De plus, le producteur Jon Peters renvoie le réalisateur Andreï Kontchalovski après trois mois de tournage,. Le désaccord serait sur le ton voulu du film et sur la fin. Le réalisateur sera remplacé par Albert Magnoli sans être crédité au générique. Peter MacDonald, qui avait travaillé avec Stallone sur Rambo 3, a également dirigé quelques plans. Dans une autobiographie, Andreï Kontchalovski expliquera qu’il a été renvoyé parce qu’il voulait donner au film un ton plus sérieux que celui que recherchaient les producteurs. Tous ces problèmes, rallongeant la durée des prises de vues, auraient engendré 20 millions de dollars de dépenses supplémentaires.
En remaniant le script, Sylvester Stallone donne davantage d'importance au personnage de Requin (interprété par Brion James) au point que celui-ci vole presque la vedette à Yves Perret, ce qui contrarie beaucoup Jack Palance. Par ailleurs, soumise aux exigences de ses producteurs, l'intrigue du film se retrouve totalement modifiée et change de ton, passant ainsi du polar au genre carcéral (accompagné d'une violente scène de torture) pour finir sur un climax explosif avec course-poursuite et tuerie.

### Musique
La bande originale du film, composée par Harold Faltermeyer, a été commercialisée pour la première fois le 30 janvier 2007 par La-La Land Records, à seulement 3 000 exemplaires. Par ailleurs, le film contient les chansons suivantes :
- Best of What I Got - Bad English
- Let the Day Begin - The Call
- Don't Go - Yazoo
- Poison - Alice Cooper
- It's No Crime - Kenneth « Babyface » Edmonds
- Harlem Nocturne - Darktown Strutters

## Accueil

### Critique
Le film a un score de 31 % sur Rotten Tomatoes sur la base de 45 avis, avec une note moyenne de 4,3⁄10. Le consensus critique peut se résumer ainsi : « Brutalement violent et terriblement ennuyeux, ce thriller entre copains flics n'est même pas assez amusant pour atteindre le statut de film tellement mauvais qu'il en devient bon. » The New York Times a critiqué l'intrigue, le scénario et le jeu des acteurs. Michael Wilmington du Los Angeles Times le qualifie de « gaspillage de talent et d'énergie à tous les niveaux », critiquant le film comme à la fois illogique et prévisible. Dave Kehr du Chicago Tribune a écrit qu'une des interprétations du film est « une parodie sournoise d'un étranger rusé de l'état actuel de la culture américaine ».
En 2012, le podcast de The Flop House a consacré son 100ème épisode à Tango & Cash. Ils ont fait l’éloge d’un film passablement mauvais et du « dernier film avant que l’ironie ne soit créée ». Slate a ensuite classé cet épisode parmi les « 25 meilleurs épisodes de podcast de tous les temps ».

### Box-office
Tango et Cash rencontre un succès commercial, rapportant 120 408 614 $ de recettes mondiales, dont 63 408 614 $ aux États-Unis, pour un budget estimé à 55 millions $. En France, le succès est un peu moindre avec 896 276 entrées,.
| Pays ou région    | Box-office      | Date d'arrêt du box-office | Nombre de semaines |
| ----------------- | --------------- | -------------------------- | ------------------ |
| États-Unis Canada | 63 408 614 $    | 19 février 1990            | 9                  |
| France            | 896 276 entrées | -                          | -                  |
| Total mondial     | 120 408 614 $   | -                          | -                  |

## Commentaires

### Clins d’œil
- La scène d'ouverture, montrant Tango stopper un camion-citerne transportant une cargaison de drogue, renvoie au film Police Story dans lequel Jackie Chan stoppait un bus transportant des voyous.
- Le personnage joué par Stallone fait une allusion ironique à Rambo, également interprété par l'acteur : « Rambo, c'est une pédale ». Il dit aussi à son avocat « tu me garantis que je ne serai pas en haute sécurité », faisant référence au film Haute Sécurité dans lequel il a joué quelques mois plus tôt.
- Lorsque Tango et Cash s'échappent de la prison, Cash demande « What did you do, stop for coffee and Danish? », Tango répond « I hate Danish » - « Qu'est-ce que t'as fait ? Tu t'es arrêté pour un café et des pâtisseries danoises ? - Je déteste les pâtisseries danoises » (croissants dans la version française). C'est une allusion au récent divorce de l'acteur avec l'actrice danoise Brigitte Nielsen[13],[11],[6].
- Quand le duo fait connaissance avec le 4x4 suréquipé, Cash le compare avec un engin de la mort, une autre allusion à La Course à la mort de l'an 2000. De plus, le véhicule comporte les mêmes effets sonores que le Landspeeder de Luke Skywalker dans Star Wars, épisode IV : Un nouvel espoir mais aussi la DeLorean de Retour vers le futur.

### Doublage
Dans ce film, Sylvester Stallone est doublé par Richard Darbois et non par Alain Dorval. Cependant, Darbois n'aura finalement que sept autres occasions de doubler Stallone (majoritairement les films produits par Warner Bros) et Dorval restera tout de même la voix française régulière de l'acteur américain. Par ailleurs, dans la bande-annonce en français, Sylvester Stallone est doublé par Jacques Frantz, voix française régulière de Mel Gibson et de Robert De Niro.

## Distinctions

### Nominations
- 10e cérémonie des Razzie Awards : 
  - Pire acteur pour Sylvester Stallone
  - Pire second rôle pour Kurt Russell
  - Pire scénario